# 蓮根駅
蓮根駅（はすねえき）は、東京都板橋区蓮根二丁目にある、東京都交通局（都営地下鉄）三田線の駅である。駅番号はI 23。

## 年表
- 1968年（昭和43年）12月27日：都営地下鉄6号線開業に伴い開業。
- 1978年（昭和53年）7月1日：6号線を三田線に改称[3]。
- 2007年（平成19年）3月18日：ICカード「PASMO」の利用が可能となる[4]。
- 2015年（平成27年）
  - 7月上旬：ホーム上の待合室設置工事、駅コンコース床改修工事、防風壁補修工事を開始。
  - 11月5日：ホーム上の待合室を使用開始[5]。
- 2016年（平成28年）2月上旬：ヘリサイン塗装工事を開始。

## 駅構造
島式ホーム1面2線の高架駅である。
エスカレータが設置されているが、さらにエレベーターも2007年4月に設置された。トイレは1階改札口内にある。「だれでもトイレ」も設置されているが、一般トイレの入口には段差がある。

### のりば
| 番線 | 路線       | 行先              |
| ---- | ---------- | ----------------- |
| 1    | 都営三田線 | 目黒・ 東急線方面 |
| 2    | 都営三田線 | 西高島平方面      |

（出典：都営地下鉄:駅構内図）

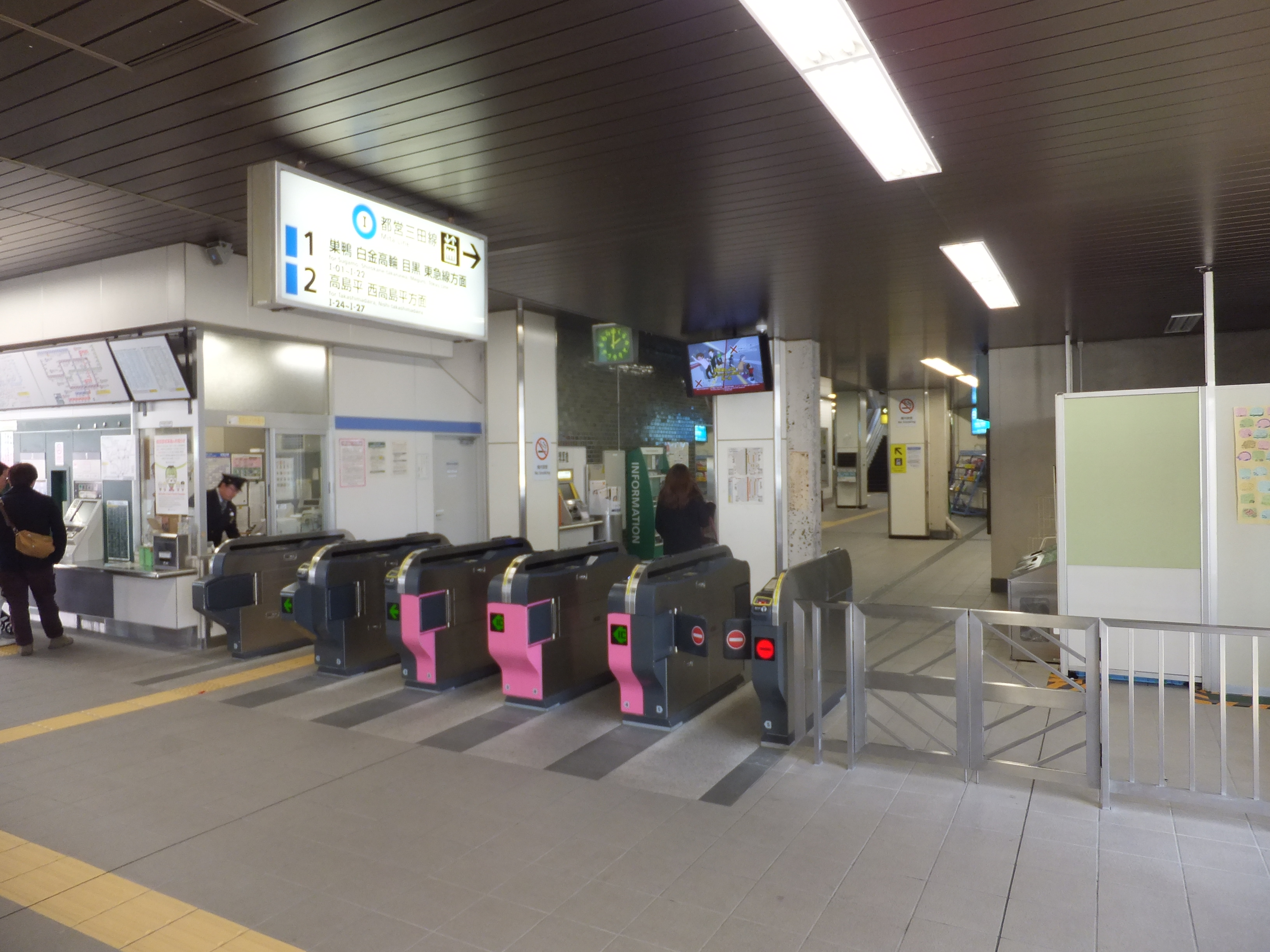
改札口（2016年2月）
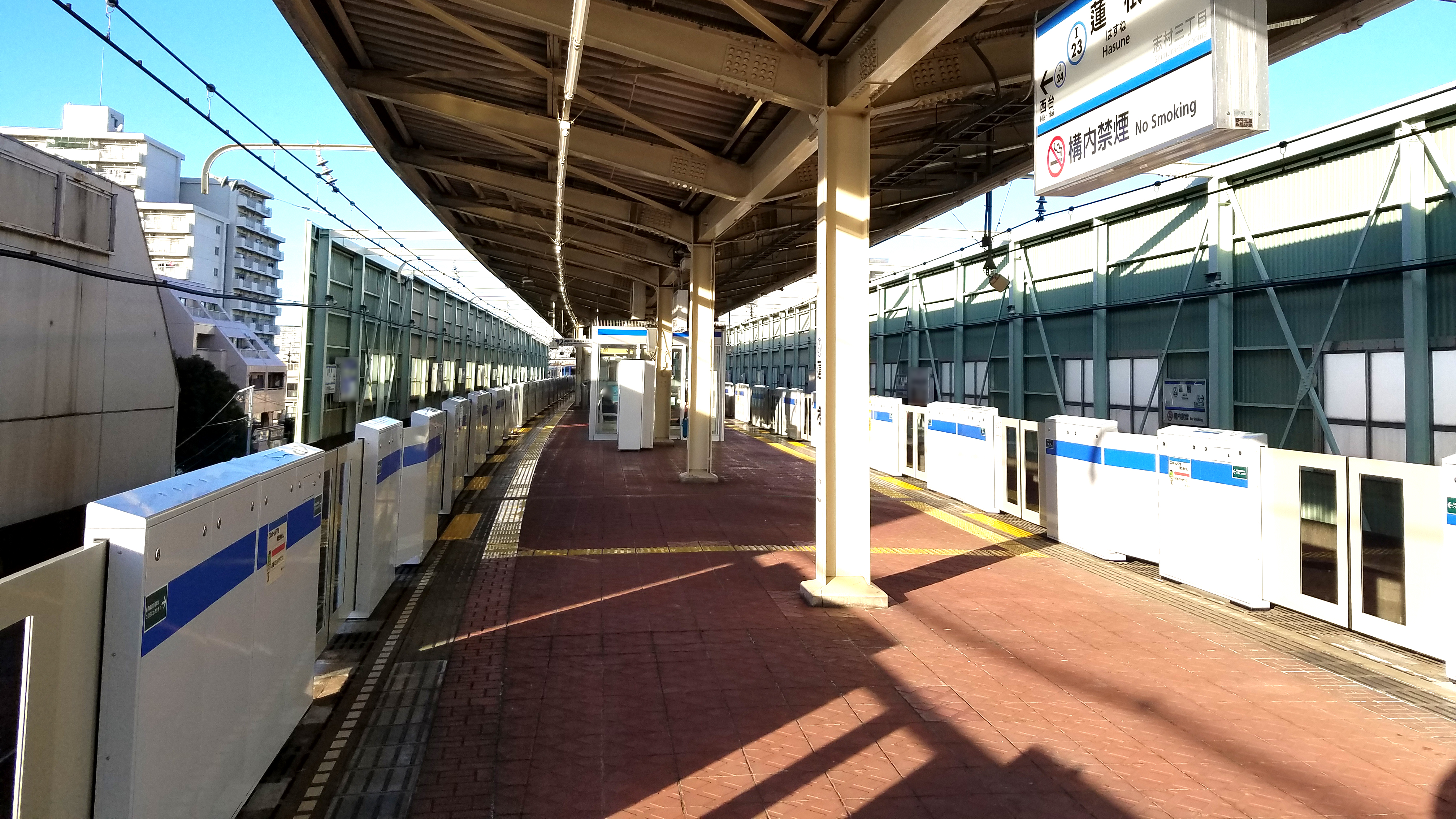
ホーム（2019年12月）

## 利用状況
2023年（令和5年）度の1日平均乗降人員は18,624人（乗車人員：9,405人、降車人員：9,219人）である。
近年の1日平均乗降・乗車人員の推移は下表の通り。

### 平成
| 年度               | 1日平均 乗降人員 | 1日平均 乗車人員 | 出典     |
| ------------------ | ---------------- | ---------------- | -------- |
| 1990年（平成02年） |                  | 8,910            | [ * 1 ]  |
| 1991年（平成03年） |                  | 9,033            | [ * 2 ]  |
| 1992年（平成04年） |                  | 9,159            | [ * 3 ]  |
| 1993年（平成05年） |                  | 8,992            | [ * 4 ]  |
| 1994年（平成06年） |                  | 8,838            | [ * 5 ]  |
| 1995年（平成07年） |                  | 8,642            | [ * 6 ]  |
| 1996年（平成08年） |                  | 8,603            | [ * 7 ]  |
| 1997年（平成09年） |                  | 8,603            | [ * 8 ]  |
| 1998年（平成10年） |                  | 8,548            | [ * 9 ]  |
| 1999年（平成11年） |                  | 8,369            | [ * 10 ] |
| 2000年（平成12年） |                  | 8,370            | [ * 11 ] |
| 2001年（平成13年） |                  | 8,496            | [ * 12 ] |
| 2002年（平成14年） |                  | 8,507            | [ * 13 ] |
| 2003年（平成15年） | 16,410           | 8,377            | [ * 14 ] |
| 2004年（平成16年） | 16,660           | 8,512            | [ * 15 ] |
| 2005年（平成17年） | 16,706           | 8,523            | [ * 16 ] |
| 2006年（平成18年） | 16,715           | 8,521            | [ * 17 ] |
| 2007年（平成19年） | 16,998           | 8,659            | [ * 18 ] |
| 2008年（平成20年） | 17,115           | 8,722            | [ * 19 ] |
| 2009年（平成21年） | 16,853           | 8,591            | [ * 20 ] |
| 2010年（平成22年） | 16,590           | 8,426            | [ * 21 ] |
| 2011年（平成23年） | 16,368           | 8,306            | [ * 22 ] |
| 2012年（平成24年） | 16,618           | 8,426            | [ * 23 ] |
| 2013年（平成25年） | 17,580           | 8,904            | [ * 24 ] |
| 2014年（平成26年） | 17,963           | 9,082            | [ * 25 ] |
| 2015年（平成27年） | 18,513           | 9,353            | [ * 26 ] |
| 2016年（平成28年） | 19,281           | 9,739            | [ * 27 ] |
| 2017年（平成29年） | 19,566           | 9,877            | [ * 28 ] |
| 2018年（平成30年） | 19,682           | 9,924            | [ * 29 ] |

### 令和
| 年度               | 1日平均 乗降人員 | 1日平均 乗車人員 | 出典     | 出典       |
| 年度               | 1日平均 乗降人員 | 1日平均 乗車人員 | 東京都   | 交通局     |
| ------------------ | ---------------- | ---------------- | -------- | ---------- |
| 2019年（令和元年） | 19,459           | 9,809            | [ * 30 ] | [ 都交 2 ] |
| 2020年（令和02年） | 15,476           | 7,814            |          | [ 都交 3 ] |
| 2021年（令和03年） | 16,260           | 8,221            |          | [ 都交 4 ] |
| 2022年（令和04年） | 17,632           | 8,901            |          | [ 都交 5 ] |
| 2023年（令和05年） | 18,624           | 9,405            |          | [ 都交 1 ] |

## 駅周辺
- はすねロータス商店会
- 城北交通公園
  - 一般にいう城北公園はこの公園ではなく、東京都立城北中央公園のことで、上板橋駅の近くにある。
- 氷川神社
- 戸田葬祭場
- 志村警察署
- 業務スーパー蓮根店

## バス路線
最寄りの乗降可能な停留所は「蓮根1丁目」であり、駅から500メートル程度南側にある。国際興業バス（志村営業所）による以下の路線が発着する。
- 赤02：赤羽駅西口 - 成増駅北口
- 赤02-2：志村三丁目駅 - 赤羽駅西口
- 赤84：大東文化大学 - 赤羽駅西口
- 池20 - 池袋駅西口 / 高島平操車場

なお、駅直近に「蓮根駅」停留所があるが、以下の深夜バスの降車専用停留所であり、いずれも乗車はできない。
- 赤73：赤羽駅西口→西高島平駅【運休中】
- ミッドナイトアロー高島平・中浦和：池袋駅西口→中浦和駅【運休中】

## 隣の駅
東京都交通局
 都営三田線
志村三丁目駅 (I 22) - 蓮根駅 (I 23) - 西台駅 (I 24)